# ماشتراند
ماشتراند (به سوئدی: Marstrand) یک منطقهٔ مسکونی در سوئد است که در Kungälv Municipality واقع شده‌است. ماشتراند ۰٫۸۸ کیلومترمربع مساحت و ۱٬۳۱۹ نفر جمعیت دارد.